# Denison (Iowa)
Denison is een plaats (city) in de Amerikaanse staat Iowa, en valt bestuurlijk gezien onder Crawford County.

## Demografie
Bij de volkstelling in 2000 werd het aantal inwoners vastgesteld op 7339. In 2006 is het aantal inwoners door het United States Census Bureau geschat op 7422, een stijging van 83 (1,1%).

## Geografie
Volgens het United States Census Bureau beslaat de plaats een oppervlakte van 16,1 km², waarvan 16,0 km² land en 0,1 km² water. Denison ligt op ongeveer 369 m boven zeeniveau.

## Geboren in Denison
- Donna Reed (1921-1986), filmactrice
- Chuck Darling (1930-2021), basketbalspeler
- James Hansen (1941), natuurkundige

## Plaatsen in de nabije omgeving
De onderstaande figuur toont nabijgelegen plaatsen in een straal van 16 km rond Denison.